# Буткевич Кристян Єгорович
Кристян Єгорович Буткевич (біл. Красцьян Ягоравіч Буткевіч; ?, Шкловщина — †2 жовтня 1846) — білоруський і російський танцюрист.
До 1800 року закріпачений артист балету Шкловського театру Зорича, до 1825 року — пантомімний танцюрист в балетній трупі Петербурзького імператорського театру.
З успіхом виступав у балетах Агюста і Ш. Дідло. У 1822 був відпущений на волю.